# St. Nikolaus (Langenreichen)

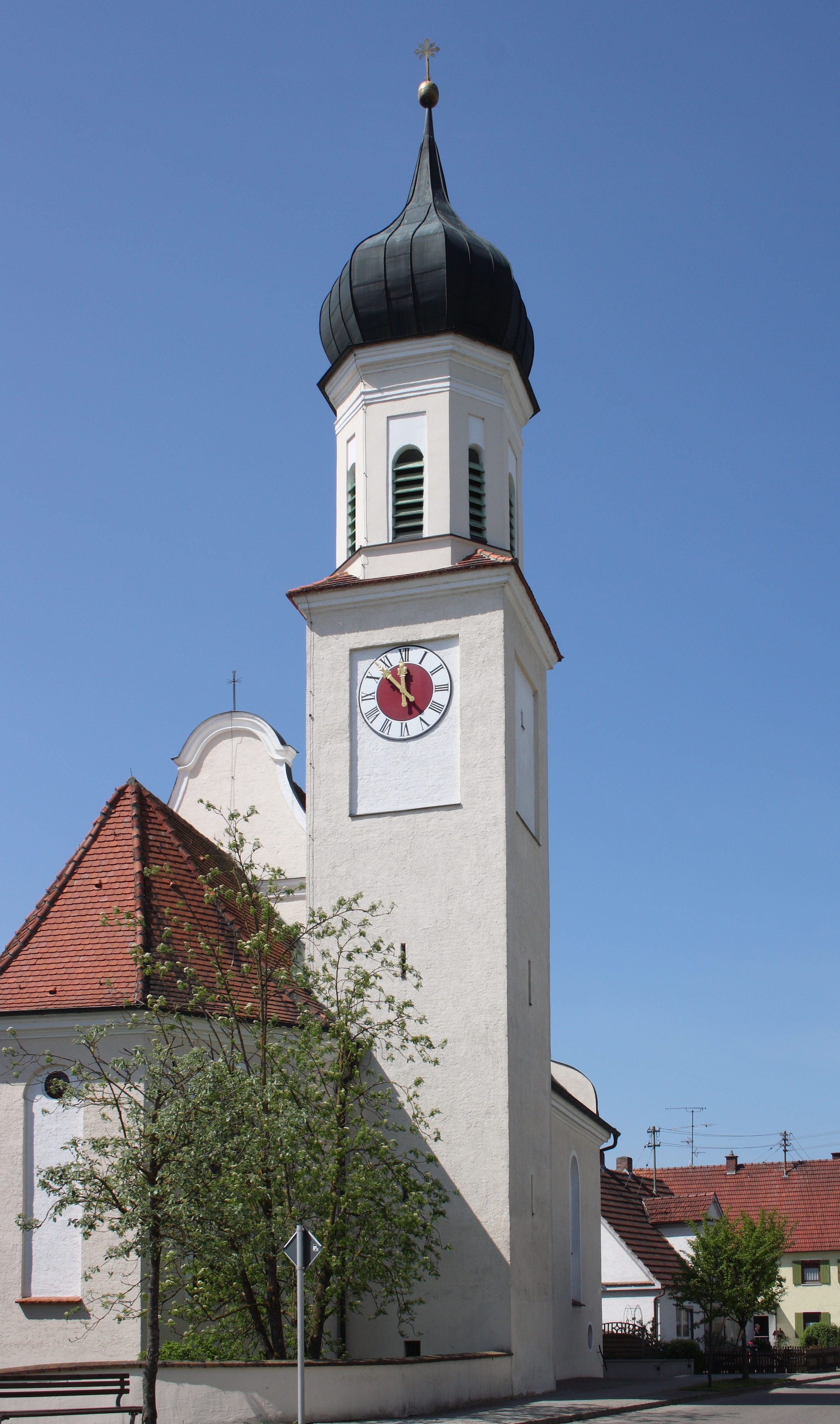
St. Nikolaus in Langenreichen

Die römisch-katholische Pfarrkirche St. Nikolaus steht in Langenreichen, einem Gemeindeteil von Meitingen im schwäbischen Landkreis Augsburg in Bayern. Das Bauwerk ist in der Liste der Baudenkmäler in Meitingen als Baudenkmal unter der Nr. D-7-72-177-10 eingetragen. Die Kirche gehört zur Pfarreiengemeinschaft Meitingen im Dekanat Augsburg-Land des Bistums Augsburg.

## Beschreibung
Die barocke Saalkirche wurde 1719 anstelle einer abgebrochenen Kapelle durch den Maurer Hans Georg Radmiller errichtet. Sie besteht aus einem Langhaus mit Schweifgiebeln im Westen und Osten, einem eingezogenen, dreiseitig geschlossenen Chor im Osten und einem Chorflankenturm auf quadratischem Grundriss an der Nordwand des Chors, der mit einem achteckigen Geschoss, das den Glockenstuhl beherbergt, aufgestockt und mit einer Zwiebelhaube bedeckt wurde. 
Im Innenraum wurden 1922 Fresken von Oswald Völkel angebracht, der auch den Kreuzweg als Leinwandgemälde in geschnitzten Bilderrahmen gestaltet hat. Auf den Altarretabeln der Seitenaltäre von Michael Vipell von 1721 sind die Mater Dolorosa und die Vierzehn Nothelfer dargestellt.

## Orgel
Die Orgel mit acht Registern auf einem Manual und Pedal wurde 1986 von Hubert Sandtner in das Gehäuse der Vorgängerorgel von Steinmeyer aus dem Jahr 1922 gebaut. Die Disposition lautet:
| I Manual        |       |
| Rohrflöte       | 8′    |
| Viola           | 8′    |
| Principal       | 4′    |
| Querflöte       | 4′    |
| Octave          | 2′    |
| Sesquialtera II |       |
| Mixtur III–IV   | 1 ⁄3′ |
| Tremulant       |       |

| Pedal  |     |
| Subbaß | 16′ |

- Koppeln: I/P
- Bemerkungen: Schleiflade, mechanische Spiel- und Registertraktur, Spielschrank, neubarocker Prospekt von 1922